# مگس آبی شرقی
مگس طلایی بزرگ‌سر (به لاتین: Chrysomya megacephala) که با اسامی مگس آبریز شرقی، مگس مستراح شرقی، مگس توالت شرقی یا مگس آبی شرقی شناخته‌می‌شود، عضوی از خانوده مگس‌های لاشه و طلایی است. این مگس در هوای گرم، بدنه‌ای فلزسان آبی مایل به سبز دارد. مگس آبی بلافاصله پس از مرگ یک جاندار به جسد آن هجوم می‌برد. این نوع مگس در برخی مسائل صحت عامه دخیل است و می‌تواند مسبب زخم مگس تصادفی شود و همین‌گونه ماهیان و دام را مبتلا کند.

## اتصاف
تخم‌های مگس آبی شرقی بیضی شکل با یک صورت صاف و محدب هستند. مگس‌های بالغ رنگ سبز آبی متالیک را بر روی قفسه سینه و شکم خود منعکس می‌کنند و دارای ژنا یا گونه‌های زرد هستند. اندازه لاروها با توجه به سنشان متفاوت است و با ضخامت بیشتری به سمت عقب شکل می‌گیرند. این مگس‌ها چشم‌های قرمز بزرگی دارند؛ چشم‌های نرها نزدیک به هم و چشم‌های ماده‌ها دورتر از هم قرار دارند. دهانه دمچه نر از جنس ماده بلندتر است.

## پراکندگی و زیستگاه
مگس طلایی بزرگ‌سر پراکندگی جغرافیایی وسیعی دارد. همین‌گونه بیشتر در قلمروهای شرقی و استرالیایی رایج است. همچنین در ژاپن و قلمرو دیرین‌شمالگان یافت می‌شود. دامنه مگس آبی از دهه ۱۹۷۰ با گسترش این گونه به نیوزیلند و آفریقا همراه با آمریکای جنوبی، مرکزی و شمالی افزایش یافته‌است. همچنین این مگس از طریق بنادر و فرودگاه‌ها وارد آمریکا شد. این مگس در کالیفرنیا، تگزاس، لوئیزیانا و هاوایی نیز یافت شده‌است.

## رفتار و بوم‌شناسی

### تنوع آب و هوایی
مگس آبی آب و هوای گرم را ترجیح می‌دهد و بین دماهای گرم‌تر باروری بیشتری نشان می‌دهد. این نوع مگس در آب و هوای گرم فراوان‌تر از اقلیم‌های سردسیر است. اکثر گونه‌های دوپران تمایل به جثه‌های کوچک‌تر را در ماه‌های گرم‌تر نشان می‌دهند. اکثر مگس‌های آبی در بزرگسالی طول عمر نسبتاً طولانی دارند که به این گونه کمک کرده تا در هجوم به مناطق جدید جغرافیایی موفق شود. طول عمر طولانی بزرگسالان به این معنی است که والدین برای نگهداری فرزندان حضور دارند و بقای آن‌ها را تضمین می‌کنند.

### تولید مثل

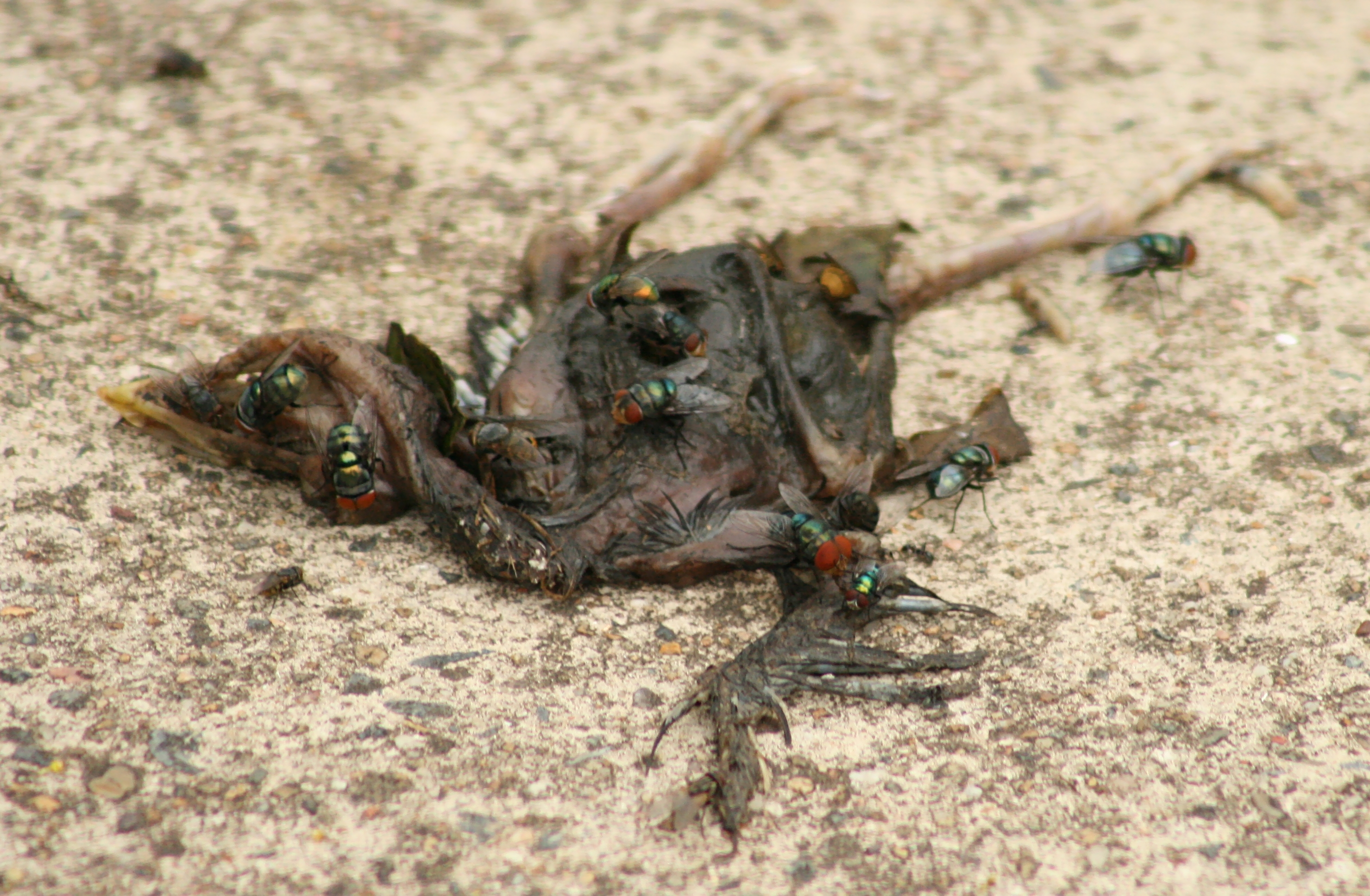
مگس‌های آبی در حال تخم‌گذاری روی مردار یک پرنده

مراحل رشد مگس آبی شرقی شامل تخم، لارو و شفیره است. یک مگس ماده ممکن است بین ۲۰۰ تا ۳۰۰ تخم بگذارد که اغلب در مدفوع انسان، گوشت یا ماهیان است. مراحل لارو شامل سه مرحله استقرار یا دوره رشد است. تخم‌ها تقریباً یک روز طول می‌کشد تا رشد کنند اما لاروها ۴ تا ۵ روز و شفیره‌ها ۳ تا ۵ روز طول می‌کشند. تعداد جمعیت و همچنین اندازه بدن تا حد زیادی تحت تأثیر دما هستند. طول عمر بالغ مگس تقریباً هفت روز است. رشد مگس آبی به مدت زمان صرف تغذیه در مرحله لاروی و همچنین به درجه حرارت مرتبط است. هر چه دما کمتر باشد، لاروها کندتر رشد می‌کنند. این فواصل بسته به موقعیت جغرافیایی متفاوت است. سایر عوامل محیطی نیز می‌توانند تعیین کنند که مگس‌ها چه مدت در مرحله لاروی باقی می‌مانند. جنس نر این نوع مگس دو یا سه ساعت زودتر از ماده ظاهر می‌شود.
میزان تولید مثل و بقای مگس آبی ارتباط نزدیکی با عوامل رشدی از جمله مقدار غذای موجود و رقابت لارو گونه‌های دیگر دارد. در حضور لاروهای رقیب، لاروهای مگس آبی زمان کمتری را برای تغذیه صرف می‌کنند که منجر به شفیره‌شدن زودهنگام، بالغ‌های کوچک‌تر و تولید مثل اولیه می‌شود. در چنین مواردی مگس آبی تمایل به پراکندگی زودهنگام دارد؛ بنابراین در سوء تغذیه باقی می‌ماند.

### شکارچیان و طعمه‌ها
مگس طلایی نوک‌دار، زمانی که برای منبع غذایی رقابت می‌کند، مگس آبی را در دوران لارو شکار می‌کند. سوسک‌ها همچنین به شکارچیان مگس آبی معروف هستند. مگس‌های آبی در دوران لارو یا مرحله بزرگسالی شکارچی نیستند. همین‌گونه ترجیح می‌دهند ار هر نوع مواد نکروفاژ به‌مثابه ماهی، گاو و انسان تغذیه کنند.

### رقابت لارو
لاروهای مگس آبی به رقابت با لارو مگس طلایی نوک‌دار برای غذا در یک محیط با گونه‌های مختلط معروف هستند. مگس‌های نوک‌دار به‌طور اختیاری از گونه‌های خود و دیگر انگل‌ها تغذیه می‌کنند. هر دو گونه وزن بالغ کمتری نسبت به حالت عادی دارند و زودتر شفیره می‌شوند. مگس نوک‌دار زمانی که لاروها متراکم هستند، مگس آبی را می‌خورد. با این وجود هر دو گونه نرخ بقای پایین‌تر، وزن بالغ سبک‌تر و زود شفیرگی دارند.